# Martin Powell
Martin Curtis-Powell (Sheffield, UK, 19. srpnja 1973.) engleski je glazbenik. 

## Životopis
Godine 1991. Powell je bio na audiciji za mjesto basista u My Dying Brideu, ali je odbijen jer je sastav upravo popunio to mjesto. Nakon što je obavijestio sastav da je također svirao violinu i da je klavijaturist, angažiran je kao glazbenik za sesije, prije nego što je postao stalni violinist i klavijaturist.
Godine 1998., Powell napustio je My Dying Bridea i pridružio se Anathemi, u ulozi live klavijaturista, samo da bi ih napustio dvije godine kasnije. Godine 2000. Powell se pridružio britanskom black metal-sastavu Cradle of Filth s bubnjarom Adrianom Erlandssonom i gitaristom Paulom Allenderom nakon odlaska Lesa Smitha. Sastav je tada otišao na snimanje albuma Midian. Sljedeće godine sastav je izdao svoj prijelazni EP Bitter Suites to Succubi.
Godine 2003. objavili su album Damnation and a Day s malim orkestrom i zborskom sekcijom za koji je Powell napisao glazbu. Powell je napisao nekoliko pjesama za oba albuma i također je bio tekstopisac albuma Nymphetamine iz 2004. na kojem je također svirao gitaru na nekoliko pjesama, kao i klavijature. Bio je nominiran za nagradu Grammy za najbolju metal-izvedbu s Cradle of Filthom 2005. Iste godine, Powell napustio je Cradle of Filth.
Nakon odlaska iz Cradle of Filtha, Powell se vratio na sveučilište gdje je stekao prvu diplomu iz glazbe (i osvojio nagradu za skladbu Phillip John Lord) i završio doktorat iz glazbene kompozicije 2013.
Powell se pojavljuje na DVD-u Symphony for the Devil sastava Type O Negative. Svirao je klavijature uživo za Tiamat 2006. i 2007.
Bio je na turneji sa skupinom Alternative 4 kao klavijaturist uživo 2011. i 2012. Napisao je i svirao klavijature za album When the Circle of Light Begins to Fade iz 2013. australskog sastav The Eternal. Također je bio na turneji kao klavijaturist uživo za Sólstafir u 2016. Godine 2016. napisao je i svirao klavijature na prvom singlu Lawnmower Detha nakon 22 godine "I am Cob" koji se emitirao na BBC Radio 2 zahvaljujući Simonu Mayou. Svirao je i skladao klavijature za album nizozemskog sastava Bleeding Gods, "Dodekathlon" objavljen u veljači 2018. Powell je također napisao i svirao na albumu Waiting For The Endless Dawn skupini The Eternal, objavljenom 2018.